# Okruha de Táurida
El okruha de Táurida (del ucraniano Таврійська округа) fue una unidad administrativa de la República Popular Ucraniana, creado en abril de 1918 durante el Hetmanato. Comprendía los territorios continentales de la antigua Gobernación de Táurida del Imperio ruso —entre el río Dniéper y los mares de Norte y el Azov— de donde tomó su denominación. El resto de la antigua gobernación rusa, correspondiente a la península de Crimea, quedó bajo control del Imperio alemán, con el denominado Gobierno Regional de Crimea.
El okruha era gobernado por un Stárosta en Berdyansk.
Al tomar el poder los soviéticos, el territorio del okruha de Táurida fue repartido entre las gobernaturas de Jersón y Zaporiyia.

## Subdivisiones
- Condado de Dnipro
- Condado de Melitopol
- Condado de Berdyansk